# Ammon Hennacy
Ammon Hennacy (1893-1970) est un pacifiste irlandais-américain, anarchiste chrétien, militant syndicaliste libertaire, il est membre du Catholic Worker Movement et de l'Industrial Workers of the World

## Biographie

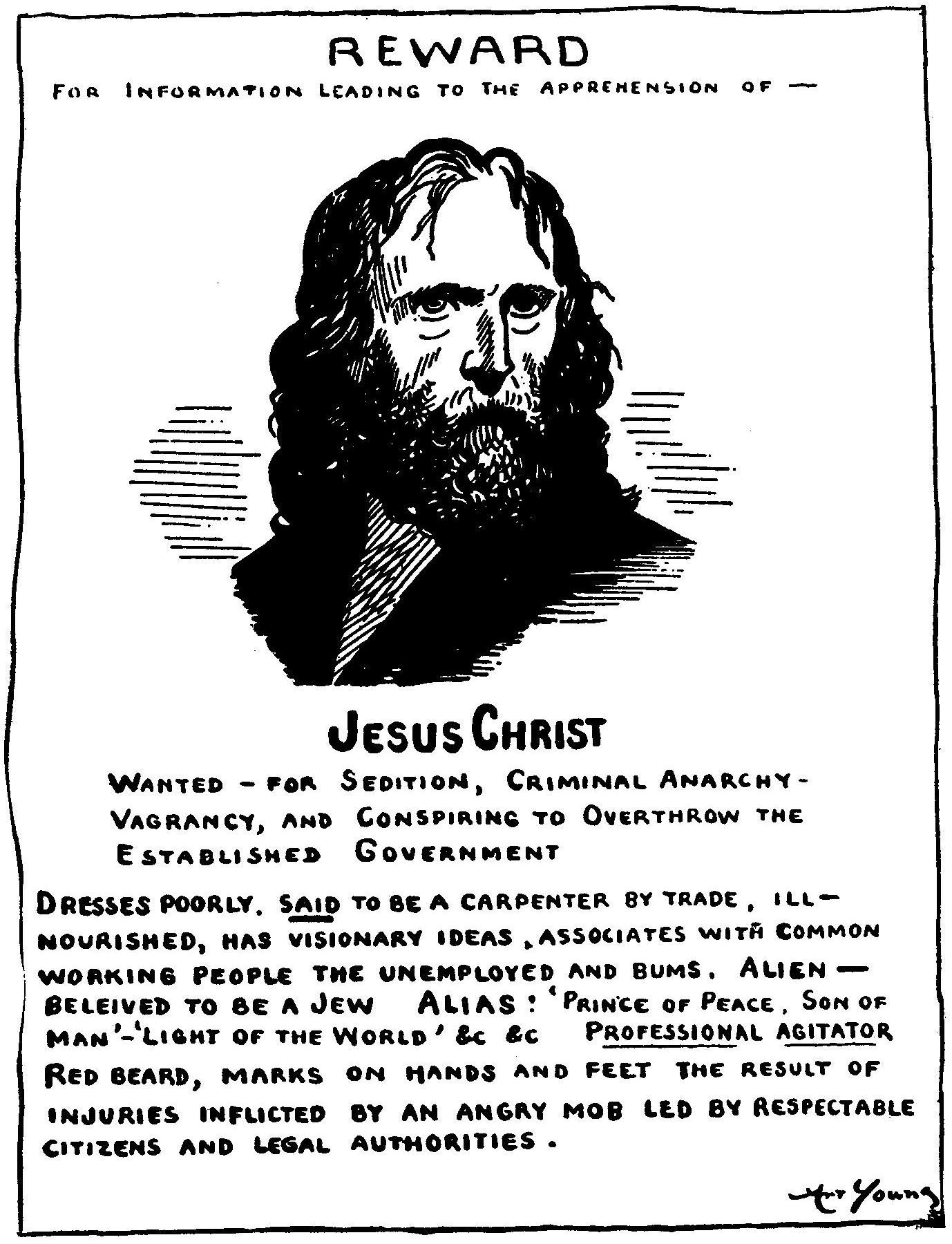
Affiche de Art Young publiée dans The Masses en 1917.

Pendant les deux guerres mondiales, il est objecteur de conscience.
Dans les années 1930, avec Dorothy Day, il anime le journal Catholic Worker (en),
Il entretient une longue relation amicale avec Emma Goldman et Alexandre Berkman.
En 1961 à Salt Lake City, il fonde la « Joe Hill House » pour les sans-abri et les indigents.

## Publications
- (en) The Autobiography of a Catholic Anarchist, Catholic Worker Books, New York, 1954, 2011,  (ISBN 978-1258202330), [lire en ligne], [lire en ligne].

- (en) The Book of Ammon, Ammon Hennacy Publications, Salt Lake City, 1965, 1970[5], 2010,  (ISBN 978-1-60899-053-5), [lire en ligne], [lire en ligne].